# Robert M. Pirsig
Robert Maynard Pirsig, né le 6 septembre 1928 à Minneapolis (Minnesota) et mort le 24 avril 2017 à South Berwick (comté de York, Maine), est un philosophe et écrivain américain,
célèbre pour ses livres Traité du zen et de l'entretien des motocyclettes (1974) et Lila : Enquête sur la morale (1991).

## Biographie
Le livre Traité du zen et de l'entretien des motocyclettes présente l'interprétation et la définition de la Qualité et du bien de Pirsig. Le livre, qui est toujours un best-seller, décrit sous forme quasi-autobiographique le voyage d'un motocycliste avec son fils et quelques amis à travers l'Amérique du Nord.
En 1974, Pirsig reçut une bourse Guggenheim pour lui permettre d'écrire une suite, Lila: An Inquiry into Morals (1991, traduit en français, par Michel Proulx et Nadine Gassié et publié en 2010 aux Editions 13° Note), dans lequel il élabore et précise une métaphysique basée sur les valeurs pour remplacer la vision dualiste sujet-objet de la réalité, ce qu'il appelle « métaphysique de la qualité ». Ce livre fait entrer en scène le philosophe William James Sidis, et notamment son traité The Animate and the Inanimate

## Littérature secondaire
Le romancier Arno Bertina a fait du Traité du zen et de l'entretien des motocyclettes un des personnages principaux de son roman Je suis une aventure, publié par les éditions Verticales en 2012.

## Publications
- Traité du zen et de l'entretien des motocyclettes [« Zen and the Art of Motorcycle Maintenance »], 1974
- Lila.  Enquête sur la morale (en) [« Lila: An Inquiry into Morals »], 1991